# Víziváros (Esztergom)
Az Érseki Víziváros (latinul Civitas archiepiscopalis, egykor telepített lakosai után Németváros) 1895 óta Esztergom városrésze. Nevét nem csak azért kapta, mert a Kis- és Nagy-Duna partján épült fel, hanem mert a város meleg vizű forrásokban bővelkedett. Egykori erődítései, városfalai, középkori bástyái, török rondellái ma is láthatók a dunaparti sétány mellett. Víziváros és a Várhegy lakónépessége 730 fő volt 2001-ben.

## Fekvése
Víziváros az esztergomi Várhegyet (156 m) és alját foglalja el, Szentgyörgymező és Szenttamás közé ékelve; közvetlenül a Duna partján épült. Az északon egyutcás középkori város dél felé, (Hévíz felé) kiszélesedett, két-három utcára bővült. A városhoz tartozott a Vízivárosi sziget is, melyről a Cathry által épített Mária Valéria híd a Duna bal partjára, Párkányba vezet. (Azóta a Vízivárosi- és tőle délre fekvő Prímás-sziget közti csatornát feltöltötték, és a két sziget Prímás-sziget néven egyesült.) A városrész központját a Várhegy képezi, melynek tetején a főszékesegyház emelkedik. A déli bástyafalban van elrejtve a román stílusú Szent István-kápolna, melyről sokáig úgy tartották, hogy Szent István születése helyén épült a 9. vagy 12. században. Simor János 1871-ben restauráltatta. (István születésének valódi helyét emlékmű jelzi a Várhegy északi részén)

## Története
IV. Béla 1239-ben engedélyezte, hogy a Várhegy alatti területen, a Veprech-torony mellett Róbert érsek várost alapítson az érsekség szolgálatában állók számára. Így jött létre a Királyi város mellett a Víziváros, melyet már feltehetően a 13. században védművekkel vettek körül, amik a várhegy lábához kapcsolódtak. A várfalat Telegdi Csanád érsek építtette a 14. században. Miután a törökök elfoglalták Vízivárost, a királyi város falainak és épületeinek anyagából építették újjá. A várfalban a Szulejmánnak 1543-as győzelmének állított emléktábla ma is látható a Veprech-torony Duna felőli oldalán. A legjobban támadható délkeleti városfalakat több alkalommal is erősítették: 1543-ban a délkeletre nyíló Budai kapu védelmére még Szulejmán szultán építtette a Várhegy oldalába a Budaikapu rondellát (Budun kapukuleszi). A kaputól a Kis-Dunáig húzódó fal nyugati, vízpart melletti végére pedig 1560 táján egy félköríves rondellát (Ilidzsa kuleszi = Hévíz-fürdő tornya) építettek. A törökök másfél évszázados ittlétük alatt egy imahelyet, azaz dzsámit is létrehoztak, a kötelező imatoronnyal, a minarettel együtt. Ez ma az egykori Török Birodalom északnyugati irányban legtávolabbi helyreállított építménye.
Víziváros a Rákóczi-szabadságharc alatt ismét rommá lett. Ekkor Szentgyörgymező irányából rést lőttek a várfalon, majd éjszaka azon keresztül jutottak be a városba, ahol leölték az őröket és aknákat fúrtak a várfal alá. Miután a kurucok feladni kényszerületek a várat, a magyar lakosok is elmenekültek Vízivárosból, az újonnan betelepülők túlnyomó része német volt, kevés a magyar, illetve szlovák nemzetiségű. 1827-es adatok szerint a Vízivárosnak és a várnak együttesen mindössze 697 lakosa volt 62 házban és 123 családban. 1891-ben 115 háza és 1158 magyar lakosa volt. Víziváros 1895-ig önálló település maradt, utána az egyesített Esztergom III. kerülete lett. A népesség nagy részét papok, az egyházi hivatalnokok, illetve a megyei hivatalnokok alkották.

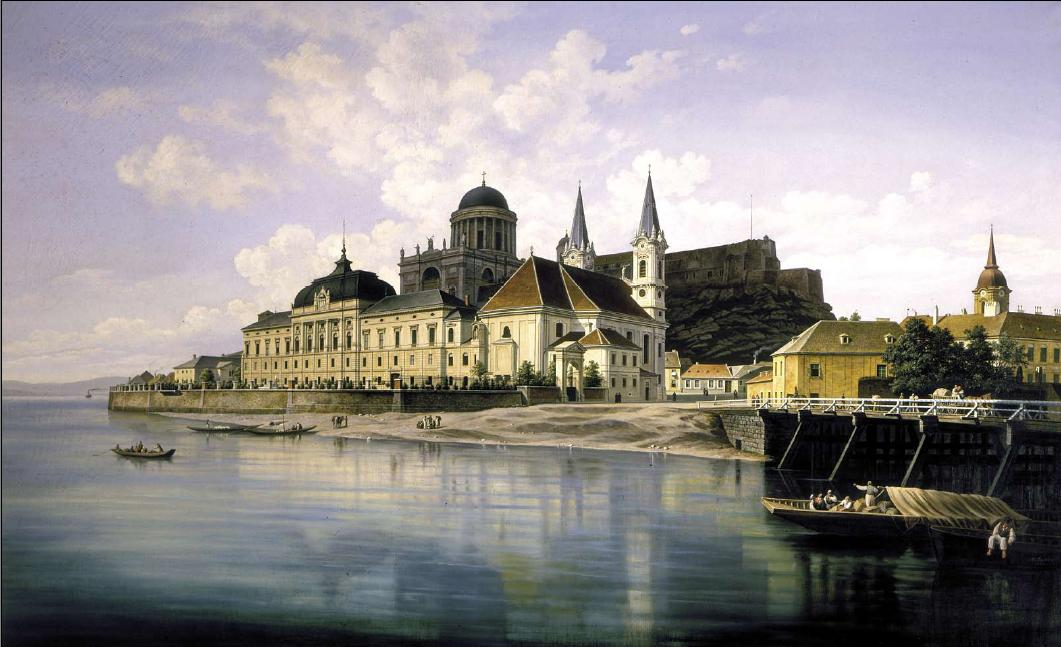
Hubert Sattler festménye

A Várhegy alatt a Duna közvetlen közelében a vas- és rézöntőgyár volt. A Víziváros főterén, a Mindszenty téren található barokk Vízivárosi plébániatemplomot a jezsuiták építették 1728 és 1738 között. Ugyanekkor épült mellé a rendház is. A templom mellett található prímási palotát Simor János érsek emeltette a volt jezsuita kolostor helyén, Lippert József tervei alapján 1880–1882 között, neoreneszánsz stílusban. Északi részében a Keresztény Múzeum működik. Az épületben az érseki lakosztály, fogadótermek mellett helyet kapott az érseki könyvtár is, továbbá itt működik a prímási levéltár, melyben felbecsülhetetlen értékű könyveket, kéziratokat, okleveleket őriznek.
A vízivárosi városfal délnek futó, javarészt teljes magasságában megmaradt szakasza meglehetősen vékony, hiszen a Duna eredetileg közvetlenül a falak előtt folyt, a mai Erzsébet park területe 20. századi feltöltés eredménye.
Az Erzsébet parkban áll a Sobieski János lengyel királynak emléket állító emlékmű. Sobieski foglalta vissza a várost 1683-ban  a töröktől. Itt található a Hild József tervei alapján 1853-ban készült épület, mely a Főszékesegyházi Könyvtárnak, a Bibliothekának ad helyet. A könyvtár jelentős kódex és ősnyomtatvány anyaggal rendelkezik. Víziváros képét az itt található egyházi épületek határozták meg.